# Walter Pichler
Walter Georg Pichler (ur. 23 października 1959 w Bad Reichenhall) – niemiecki biathlonista reprezentujący RFN, brązowy medalista igrzysk olimpijskich i mistrzostw świata.

## Kariera
Pierwszy sukces w karierze osiągnął w 1980 roku, zdobywając podczas mistrzostw świata juniorów w Sarajewie złoty medal w sztafecie. W Pucharze Świata zadebiutował 14 stycznia 1982 roku w Egg, zajmując drugie miejsce w biegu indywidualnym. Tym samym już w debiucie nie tylko zdobył pierwsze punkty, ale od razu stanął na podium. W zawodach tych rozdzielił Sveina Engena z Norwegii i swojego rodaka Fritza Fischera. Było to jego jedyne pucharowe podium. W sezonie 1983/1984, zajął 24. miejsce w klasyfikacji generalnej.
W 1984 roku wystartował na igrzyskach olimpijskich w Sarajewie, wspólnie z Ernstem Reiterem, Peterem Angererem i Fritzem Fischerem zdobywając brązowy medal w sztafecie. Zajął tam również 16. miejsce w sprincie. Brązowy medal w sztafecie zdobył także na rozgrywanych rok później mistrzostwach świata w Ruhpolding. Drużyna RFN wystąpiła tam w składzie: Herbert Fritzenwenger, Walter Pichler, Peter Angerer i Fritz Fischer. Był też między innymi czwarty w sztafecie na mistrzostwach świata w Anterselvie w 1983 roku i szesnasty w sprincie podczas mistrzostw świata w Oslo trzy lata później.
W 1986 roku był mistrzem RFN w sprincie.
Po zakończeniu kariery został trenerem. Prowadził między innymi reprezentacje USA i Wielkiej Brytanii.

## Osiągnięcia

### Igrzyska olimpijskie
| Rok  | Miejscowość | Konkurencje | Konkurencje | Konkurencje | Konkurencje | Konkurencje | Konkurencje | Konkurencje |
| Rok  | Miejscowość | IN          | SP          | PU          | MS          | RL          | MR          | SR          |
| ---- | ----------- | ----------- | ----------- | ----------- | ----------- | ----------- | ----------- | ----------- |
| 1984 | Sarajewo    | –           | 16.         | nd.         | nd.         | 3.          | nd.         | –           |

### Mistrzostwa świata
| Rok  | Miejscowość | Konkurencje | Konkurencje | Konkurencje | Konkurencje | Konkurencje | Konkurencje | Konkurencje |
| Rok  | Miejscowość | IN          | SP          | PU          | MS          | RL          | MR          | SR          |
| ---- | ----------- | ----------- | ----------- | ----------- | ----------- | ----------- | ----------- | ----------- |
| 1982 | Mińsk       | –           | 27.         | nd.         | nd.         | –           | nd.         | –           |
| 1983 | Anterselva  | –           | –           | nd.         | nd.         | 4.          | nd.         | –           |
| 1985 | Ruhpolding  | –           | –           | nd.         | nd.         | 3.          | nd.         | –           |
| 1986 | Oslo        | –           | 16.         | nd.         | nd.         | –           | nd.         | –           |

### Puchar Świata

#### Miejsca w klasyfikacji generalnej
| Sezon     | Miejsce |
| --------- | ------- |
| 1981/1982 | ?       |
| 1982/1983 | -       |
| 1983/1984 | 24.     |
| 1984/1985 | 29.     |
| 1985/1986 | 47.     |

#### Miejsca na podium chronologicznie
| Lp. | Dzień       | Rok  | Miejscowość | Konkurencja                | Lokata | Pudła   | Czas biegu | Strata | Zwycięzca   |
| --- | ----------- | ---- | ----------- | -------------------------- | ------ | ------- | ---------- | ------ | ----------- |
| 1.  | 14 stycznia | 1982 | Egg         | Bieg indywidualny na 20 km | 2.     | 1+1+0+0 | 1:08:37,8  | +30,0  | Svein Engen |